# Dong He
Dong He (? - 221), grand administrateur du district de Yizhou sous Liu Zhang. Quand Liu Bei partit vers l’ouest afin de conquérir la province de Yi, Dong He convainquit Liu Zhang de faire appel à l’aide de Zhang Lu pour s'opposer à Liu Bei. Il s’opposa jusqu’au dernier instant à la reddition, mais une fois celle-ci accomplie, il se joignit à Liu Bei et devint commandant impérial.

## Informations complémentaires

### Autres articles
- Trois Royaumes de Chine et Chroniques des Trois Royaumes
- Dynastie Han